# Даниъл Иноуей
Даниъл Кен Иноуей (на английски: Daniel Ken Inouye, /iːˈnoʊˌeɪ/) е американски политик от Демократическата партия.

## Биография
Роден е на 7 септември 1924 година в Хонолулу в семейство на японски имигранти. През 1943 година, по време на Втората световна война става доброволец в съставения предимно от американци от японски произход 442-ри пехотен полк и се проявява в боевете в Европа, където губи дясната си ръка. През 1953 година завършва право в Университета „Джордж Вашингтон“, а малко след това е избран в парламента на родния си щат Хаваи. От 1959 година е депутат в Камарата на представителите, а от 1963 година до смъртта си е сенатор. През 2010 – 2012 година изпълнява длъжността председател на Сената и към 2018 година е заемалият най-висок политически пост американец от азиатски произход.
Даниъл Иноуей умира от дихателна недостатъчност на 17 декември 2012 година в Бетезда.